# 오모모 가이토
오모모 가이토(일본어: 大桃 海斗, 1997년 10월 28일~)는 일본의 축구 선수이다.

## 구단 경력
그는 2020년 J3리그의 AC 나가노 파르세이루에 입단했고, 2년동안 팀에서 뛰었다. 2022년 일본 풋볼 리그의 FC 오사카로 이적했다. 2024년 일본 풋볼 리그의 요코가와 무사시노 FC에 입단했다.